# François Affolter
François Affolter (født 13. marts 1991 i Bienne, Schweiz) er en schweizisk fodboldspiller, der spiller som forsvarsspiller i Major League Soccer-klubben San Jose Earthquakes. 

## Landshold
Affolter har (pr. april 2018) spillet fem kampe for det schweiziske landshold, som han debuterede for den 11. august 2010 i en venskabskamp mod Østrig. 